# Jeff Friesen
Jeff Daryl Friesen (Meadow Lake, 5 agosto 1976) è un ex hockeista su ghiaccio canadese.

## Palmarès

### Mondiali
- 3 medaglie:
  - 2 ori (Finlandia 1997; Repubblica Ceca 2004)
  - 1 argento (Austria 1996)